# Controlled by Hatred/Feel Like Shit...Déjà-Vu
Controlled by Hatred/Feel Like Shit... Déjà-Vu è la prima compilation dei Suicidal Tendencies, pubblicata nel 1989 per l'etichetta discografica Epic Records.

È composto da materiale mai pubblicato di due EP dei Suicidal Tendencies, Controlled by Hatred (tracce dalla 1 alla 4) e Feel Like Shit...Déjà-Vu (tracce dalla 5 alla 9). È prodotto dai Suicidal Tendencies e Paul Winger, eccetto le tracce 2 e 9 prodotte dai Suicidal Tendencies e Mark Dodson, e arrangiato da Paul Winger eccetto tracce 2 e 9.

## Tracce
1. Master of No Mercy (Mike Muir, Mike Clark) - 2:38
2. How Will I Laugh Tomorrow (Video Edit) (Muir, Clark) - 4:41
3. Just Another Love Song (Muir, Rocky George, Clark) - 3:16
4. Waking the Dead (Muir, Clark) - 6:54
5. Controlled by Hatred (Muir, Clark) - 5:38
6. Choosing My Own Way of Life (Muir, Clark) - 3:05
7. Feel Like Shit....Déjà-Vu (Muir, George) - 2:53
8. It's Not Easy (Muir) - 3:59
9. How Will I Laugh Tomorrow (Heavy Emotion Version) (Muir, Clark) - 6:31

- Le tracce 1, 4, 5 e 6 furono scritte dal chitarrista Mike Clark per il suo precedente gruppo, i No Mercy.
- La traccia 3 fu scritta originariamente per l'album How Will I Laugh Tomorrow When I Can't Even Smile Today, poi scartata.
- La traccia 8 fu scritta da Mike Muir nel 1984 per un suo progetto parallelo chiamato Los Cycos.

## Formazione
- Mike Muir - voce
- Rocky George - chitarra solista
- Mike Clark - chitarra ritmica
- Robert Trujillo - basso (come "Stymee")
- R. J. Herrera - batteria
- Bob Heathcote - basso in Just Another Love Song ed entrambe le versioni di How Will I Laugh Tomorrow.